# Pedro Cubilla
Pedro Cubilla, vollständiger Name: Pedro Ramón Cubilla Almeida, (* 25. Mai 1933 in Paysandú; † 15. März 2007 in Montevideo) war ein uruguayischer Fußballspieler und Trainer.

## Spielerlaufbahn

### Verein
Der Mittelfeldakteur begann seine Karriere bei Nacional als linker Flügelspieler. Cubilla wechselte anschließend zu Liverpool Montevideo. 1960 spielte er ebenfalls in Montevideo für Peñarol und 1962 für die Rampla Juniors in der Primera División. Während seiner Zugehörigkeit zu den Aurinegros gewannen diese neben der Landesmeisterschaft 1960 auch die Copa Libertadores. Ein Einsatz Cubillas in diesem internationalen Wettbewerb ist in jenem Jahr jedoch nicht verzeichnet. In den Jahren 1963 und 1964 stand er beim argentinischen Verein Huracán unter Vertrag. Dort bestritt er 43 Spiele in der Primera División Argentiniens und erzielte zwei Tore. 1965 wird er als Spieler von River Plate geführt. 1966 folgte eine Station bei Quilmes. Anschließend stand er im Kader von Defensor. 1968 spielte er für die Toronto Falcons und absolvierte dort 16 Partien (ein Tor) in der North American Soccer League.

### Nationalmannschaft
Cubilla war auch Mitglied der A-Nationalmannschaft Uruguays, für die er zwischen dem 12. Oktober 1961 und dem 2. Mai 1962 sieben Länderspiele absolvierte. Ein Tor gelang ihm dabei nicht. Mit der Celeste nahm er an der Weltmeisterschaft 1962 teil, blieb jedoch ohne Einsatz.

## Trainertätigkeit
Cubilla war 1978 Trainer des Danubio FC, mit dem er erstmals in der Vereinsgeschichte an der Copa Libertadores teilnahm. Später trainierte er den Club Olimpia – zunächst als Assistent seines Bruders, den er später ablöste – und gewann dort nationale und internationale Titel. Anfang der 1990er Jahre war er Mitglied des Trainerstabs der Nationalmannschaft Uruguays unter seinem Bruder Luis Cubilla. Außerdem betreute er die Auswahl selbst in vier Spielen als Cheftrainer. Sein Debüt gab er am 5. Mai 1991 gegen die USA, es folgten Partien gegen Mexiko, Costa Rica und Chile. 1998 übernahm er Cartaginés in Costa Rica, wurde aber nach acht Spieltagen entlassen.
Weitere Stationen als Trainer waren Deportivo Quito, Central Español und Nacional Montevideo. Er war zudem Vorsitzender der Asociación de Entrenadores Uruguayos.

## Erfolge
- Uruguayischer Meister: 1960
- Copa Libertadores: 1960 (ohne eigenen Einsatz)

## Sonstiges
In den letzten Jahren vor seinem Tod widmete sich Cubilla der Malerei.